# This Isn't Everything You Are
"This Isn't Everything You Are" es una canción de la banda de rock irlandesa Snow Patrol y es el segundo sencillo de su sexto disco Fallen Empires lanzado digitalmente el 14 de octubre de 2011.

## Lista de canciones
| Descarga digital |                                                 |          |  |
| N.º              | Título                                          | Duración |  |
| 1.               | «This Isn't Everything You Are» (versión álbum) | 4:57     |  |

| UK 2-track Promo CD-single |                                                |          |  |
| N.º                        | Título                                         | Duración |  |
| 1.                         | «This Isn't Everything You Are» (radio edit)   | 4:02     |  |
| 2.                         | «This Isn't Everything You Are» (instrumental) | 4:57     |  |

| German 2-track Promo CD-single |                                              |          |  |
| N.º                            | Título                                       | Duración |  |
| 1.                             | «This Isn't Everything You Are» (radio edit) | 4:02     |  |
| 2.                             | «Plastic Jesus»                              | 3:31     |  |

## Lista de posiciones
| Lista (2011)                                | Posición |
| ------------------------------------------- | -------- |
| Bélgica (Flandes) (Ultratip Bubbling Under) | 9        |
| Bélgica (Valonia) (Ultratip Bubbling Under) | 16       |
| Irlanda (IRMA)                              | 18       |
| Países Bajos (Mega Single Top 100)          | 42       |
| Reino Unido (UK Singles Chart)              | 40       |

## Historial de lanzamiento
| País         | Fecha de lanzamiento  | Formato          | Discográfica    |
| ------------ | --------------------- | ---------------- | --------------- |
| Países Bajos | 14 de octubre de 2011 | Descarga digital | Polydor Records |
| Reino Unido  | 14 de octubre de 2011 | Descarga digital | Polydor Records |